# Escola J. J. Ràfols
L'Escola J.J. Ràfols és un edifici de Torrelavit (Alt Penedès) inclòs a l'Inventari del Patrimoni Arquitectònic de Catalunya.

## Descripció
L'edifici escolar es troba dintre del nucli urbà de Lavit, entre el torrent de Mas Vendrell i el Carrer del Bosc. Forma un conjunt de quatre blocs simètrics situats dos a dos respecte a un cos central, de planta baixa i teulada a dues aigües que presenta un frontó i pilastres jòniques adossades a la façana.
Els dos cossos del costat tenen planta baixa i pis, amb coberta de pavelló i durant molts anys eren els allotjaments per els mestres. En l'actualitat s'han convertit en espais lectius. Els cossos dels extrems, destinats a aules, tenen una sola planta i es cobreixen amb teulada a dues aigües.
L'escola és un edifici noucentista dissenyat per Enric Sagnier. Sagnier va realitzar edificis al passeig de Gràcia i a la rambla de Catalunya, és autor de la casa central de la Caixa de Pensions a la Via Laietana, de la seu de la duana del port, del Palau de Justícia, del temple del Sagrat Cor al Tibidabo, la capella del Santíssim del monestir de Montserrat, etc.

## Història
El Grup Escolar es va inaugurar a principis del segle xx, concretament el 22 de juliol de l'any 1928. Els senyors Josep i Jaume Ràfols van donar els diners per construir l'edifici i Pau Vidal i Rovira va donar els terrenys.